# Scarsella (architettura)

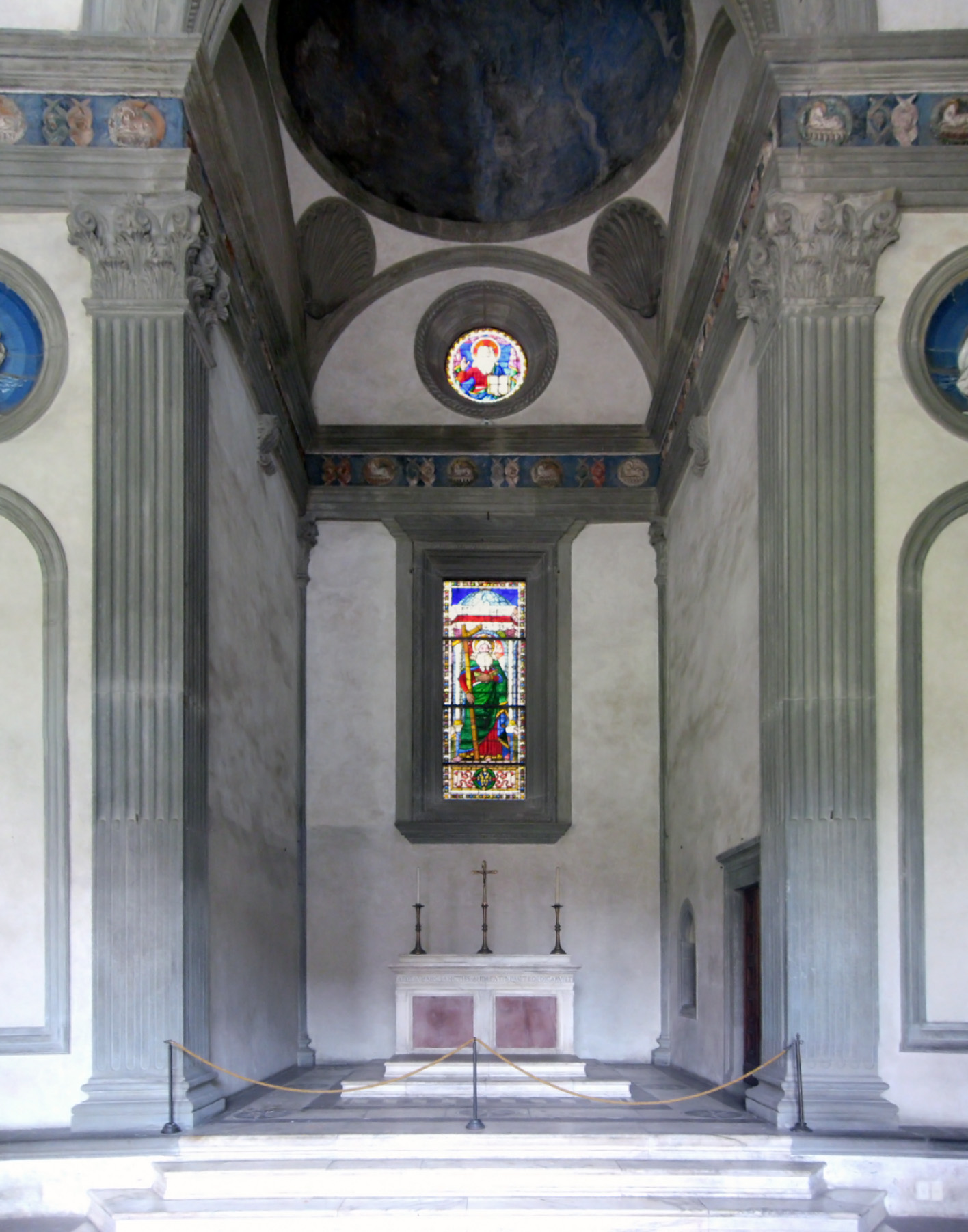
La scarsella della cappella Pazzi, Firenze

In architettura la scarsella è un'abside di piccole dimensioni a pianta rettangolare o quadrata che sporge all'esterno della struttura principale. Il termine scarsella, in fiorentino antico, significa propriamente borsa, in particolare la borsa di cuoio per il denaro (dal provenzale escarsela, di etimo incerto).
Ne abbiamo un esempio nel battistero di Firenze che, costruito inizialmente a pianta ottagonale, fu poi provvisto di una costruzione a pianta rettangolare addossata all'edificio originario. Un'altra scarsella medievale è quella del cappellone degli Spagnoli in Santa Maria Novella, sempre a Firenze, che fece da modello a Filippo Brunelleschi per la pianta della Sagrestia Vecchia di San Lorenzo e per la cappella Pazzi. Il grande architetto studiò un modello di cappella dove la base era quadrata e la scarsella si apriva al centro di una delle pareti, con la dimensione di lato pari a un terzo e di pianta pari, quindi, a un nono della pianta dell'intera cappella. Questo schema ebbe una straordinaria fortuna e venne ripreso dai più grandi architetti del Rinascimento, soprattutto riguardo agli edifici a pianta centrale: un precoce esempio in scala monumentale è la basilica di Santa Maria delle Carceri a Prato di Giuliano da Sangallo dove l'area presbiterale compone una sorta di grande scarsella. Altro esempio di scarsella è l'abside della chiesa di Santa Maria dei Miracoli a Venezia.